# Potto (rodzaj ssaków)
Potto (Perodicticus) – rodzaj ssaków naczelnych z podrodziny Perodicticinae w obrębie rodziny lorisowatych (Lorisidae).

## Rozmieszczenie geograficzne
Rodzaj obejmuje gatunki występujące w zachodnio-środkowej Afryce.

## Morfologia
Długość ciała 30–40 cm, ogona 4–10 cm; masa ciała 850–1600 g.

## Systematyka
Rodzaj zdefiniował w 1831 roku brytyjski zoolog Edward Turner Bennett w artykule poświęconym opisowi nowego rodzaju, opublikowanym w czasopiśmie Proceedings of the Committee of Science and Correspondence of the Zoological Society of London. Gatunkiem typowym jest (oznaczenie monotypowe) potto wielki (P. potto).

### Etymologia
- Perodicticus (Pterodicticus, Perodictius, Periodicticus): gr. πηρός pēros ‘okaleczony’; δεικτικός deiktikos ‘podkreślenie czegoś’[12].
- Potto: lokalna nazwa Potto oznaczająca w wolof lemura[13].
- Pseudopotto: gr. ψευδος pseudos ‘fałszywy’; epitet gatunkowy Lemur potto Lesson, 1840[6]. Gatunek typowy (oryginalne oznaczenie): Pseudopotto martini Schwartz, 1996 (= Lemur potto P.L.S. Müller, 1766).

### Podział systematyczny
Do rodzaju należą następujące gatunki:
| Grafika | Gatunek               | Autor i rok opisu     | Nazwa zwyczajowa | Podgatunki         | Rozmieszczenie geograficzne | Podstawowe wymiary                          | Status IUCN |
| ------- | --------------------- | --------------------- | ---------------- | ------------------ | --- | ------------------------------------------- | ----------- |
|         | Perodicticus potto    | (P.L.S. Müller, 1766) | potto wielki     | 2 podgatunki       | południowo-wschodni Senegal, południowo-wschodnia Gwinea, Sierra Leone, Liberia, Wybrzeże Kości Słoniowej, Ghana, południowe Togo, południowy Benin i południowo-wschodnia Nigeria; niepotwierdzone zapisy z Gambii, Gwinei Bissau i w większość Gwinei                         | DC: około 30 cm DO: 4–6 cm MC: 850–1000 g   | LC          |
|         | Perodicticus edwardsi | Bouvier, 1879         |                  | gatunek monotypowy | rzeka Niger (południowa Nigeria) na wschód przez Kamerun, Republikę Środkowoafrykańską, Gwineę Równikową, Gabon, Kongo i Demokratyczną Republikę Konga (na południe od rzeki Kongo na wschód do Irneti), na południe do północnej Angoli; zakres wysokości: do 1500 m n.p.m.    | DC: 32–40 cm DO: około 10 cm MC: 1–1,6 kg   | LC          |
|         | Perodicticus ibeanus  | O. Thomas, 1910       |                  | 2 podgatunki       | Demokratyczna Republika Konga (na wschód i południe od rzeki Ubangi, na północ od rzeki Kongo, na wschód od rzeki Lualaba), północno-zachodnie Burundi, Rwanda, Uganda i południowo-zachodnia Kenia (lasy Kakamega i Nandi, góra Kenia); zakres wysokości: powyżej 600 m n.p.m. | DC: około 35 cm DO: około 5 cm MC: 1–1,2 kg | LC          |

Kategorie IUCN:  LC  – gatunek najmniejszej troski,  NT  – gatunek bliski zagrożenia.